# Liste des accidents ferroviaires en France en 1912
Pour des articles plus généraux, voir Liste des accidents ferroviaires en France, Liste des accidents ferroviaires en France au XXe siècle et Liste des accidents ferroviaires en France dans les années 1910.
La liste des accidents ferroviaires en France en 1912, est une liste non exhaustive, chronologique.

## Janvier
- 6 janvier 1912 - Dans la banlieue Est de Paris, sur la ligne allant de Bondy à Gargan[1], vers 20 heures, un semi-direct vers Gargan attendant au pont des Coquetiers que la voie (encore unique) se libère est percuté par l'omnibus qui le suit. Le fourgon de queue du train tamponné et la voiture à impériale qui le suit sont broyés, de même que le fourgon de tête et la première voiture du train tamponneur. L'accident fera sept morts et une vingtaine de blessés[2], dont trois succomberont les jours suivants[3].
- 30 janvier 1912 - Vers 11 heures, sur la ligne de Mamers au Mans du réseau à voie métrique des tramways de la Sarthe, entre les gares de Torcé-en-Vallée et de Sillé-le-Philippe, au lieudit "le Pont-du-Ruisseau", cinq voitures d'un train de voyageurs déraillent sur un ponceau, et après rupture d'attelage, la locomotive tombe du remblai. Le chauffeur est tué, le mécanicien et trois voyageurs sont blessés[4].

## Avril
- 2 avril 1912 - Sur la ligne Paris-Rennes, peu avant Laval, vers 14 heures, en gare de Louverné, le rapide Paris-Rennes percute un train de marchandises en manœuvre sur la voie principale, broyant son fourgon de queue, dans lequel le conducteur[5] est tué. Le mécanicien du train tamponneur est blessé[6].
- 14 avril 1912 - Sur la ligne de Laval à Mayenne par Landivy des Chemins de fer départementaux de la Mayenne, à 19 heures, près de la gare d'Oisseau, un train déraille, faisant deux morts et deux blessés[7].
- 17 avril 1912 - Sur la ligne Arras-Dunkerque, après une rupture d'attelage, dix-sept wagons d'un train de marchandises venant d'Arras partent en dérive et viennent heurter un train suiveur en gare de Farbus. Un garde-frein est tué[8].

## Mai
- 4 mai 1912 - Vers 18 heures, sur le réseau de la mine de fer du Fond de La Noue à Homécourt, des ouvriers poussent un wagonnet chargé d'explosifs de mine lorsque celui-ci est percuté et renversé par un train de minerai. L'explosion qui s'ensuit fera quatre morts et quatre blessés graves, dont l'un décèdera peu après[9].
- 18 mai 1912 - À Paris, vers 21 heures 30, à la sortie de la gare du Nord, sous le pont de la rue Doudeauville, par suite de la rupture d'une commande d'aiguillage, les dernières voitures d'un train en partance pour Creil sont prises en écharpe par un train de sens inverse en provenance de Montsoult-Maffliers. Des carcasses disloquées on tirera neuf morts et trente-neuf blessés, dont six succomberont par la suite[10].

## Juin
- 19 juin 1912 - Sur la ligne du tramway à vapeur de Vienne à Voiron[11], le soir, un train mixte déraille route de La Tabourette à Estrablin. Le mécanicien et le chauffeur sont tués, le chef de train et des passagers sont blessés[12].
- 23 juin 1912 - À quatorze kilomètres d'Angers, sur la ligne d'Angers à Nantes, près de la gare de La Pointe, un train de marchandises allant à Nantes déraille en soirée à la suite de l'explosion de sa locomotive, dont le mécanicien et le chauffeur sont tués[13].

## Juillet
- 9 juillet 1912 - Sur le réseau des Tramways de Rouen, dans l'après-midi, un tramway électrique de la ligne de Rouen à Petit-Quevilly déraille près de son terminus à la suite d'une fausse manœuvre de son conducteur, et termine sa course contre le mur d'une maison voisine, après avoir renversé et tué deux cyclistes[14].
- 28 juillet 1912 - Sur le réseau des chemins de fer départementaux du Finistère, concédé à la compagnie des Chemins de fer armoricains, un train allant de Morlaix à Primel-Trégastel déraille près de la gare du lieudit "la Maison de Paille", à Ploujean. On dénombrera quatre morts et une quinzaine de blessés[15].
- 31 juillet 1912 - À 7 heures, en gare de Marquise, sur la ligne Boulogne-Calais, deux trains de marchandises entrent en collision. Une locomotive et six wagons déraillent. Le chauffeur du train tamponneur est tué en sautant de sa machine[16].

## Août
- 6 août 1912 - Vers 14 heures 45, à une vingtaine de kilomètres de Lyon, à la jonction des lignes de Roanne à Lyon et de Paray-le-Monial à Lyon, le mécanicien d'un omnibus en provenance de Paray-le-Monial, brûle un carré lui interdisant l'accès à la bifurcation, mais celle-ci franchie, stoppe peu après dans le tunnel précédant la gare de Lozanne lorsqu'il entend les pétards posés en arrière de la signalisation. Survient alors l'express Vichy-Lyon, qui télescope le fourgon de queue et les trois dernières voitures de l'omnibus, déclenchant un incendie. L'accident fera cinq morts et une vingtaine de blessés dont deux succomberont le lendemain[17].
- 6 août 1912 - Sur la ligne à voie unique de Puyoo à Bayonne, en gare de Labatut (Landes), vers 20 heures, collision frontale entre l'express Toulouse-Bayonne et l'omnibus Bayonne-Pau, en retard et qui n'a pu être garé à temps, dont on tirera la plus grande partie des victimes: deux morts et treize blessés. Le mécanicien de l'express sera emprisonné pour avoir freiné trop tardivement à l'approche de la gare[18].
- 19 août 1912 - Sur le chantier de construction de la ligne d'Oucques à Châteaudun des Tramways électriques de Loir-et-Cher, vers 15 heures, près de Romilly-sur-Aigre, la locomotive d'un train de matériaux déraille et se renverse. Le mécanicien et son fils faisant office de chauffeur, ébouillantés par la vapeur s'échappant d'un tuyau crevé succombent peu après[19].

## Septembre
- 12 septembre 1912 - Sur la ligne du tramway de Menton à Sospel, une motrice et deux wagons de ballast descendant de Sospel, en panne de frein, dévalent la pente et manquant le virage du viaduc du Caramel, tombent dans un ravin de 150 mètres. Le wattman et le conducteur[5] sont tués[20].
- 22 septembre 1912 - Sur le réseau à voie étroite des chemins de fer du Calvados, vers 19 heures, sur la ligne allant de Cabourg à Caen, près de la gare de Merville, un train ramenant à Caen des excursionnistes, marchant à vue derrière un autre dépourvu de feu arrière, le rattrape et le percute, écrasant ses derniers wagons, de type baladeuse. L'accident fera deux morts et vingt blessés[21].

## Octobre
- 17 octobre 1912 - À Homécourt, sur le réseau privé de la Compagnie des Forges et Aciéries de la Marine, un train de minerai déraille à 3 heures sur un aiguillage saboté. Un accrocheur est tué[22].

## Novembre
- 18 novembre 1912 - En gare de Longpré-les-Corps-Saints, vers 11 heures 30, sur la ligne d'Amiens à Calais, l'express Paris-Calais percute une machine de manœuvre et déraille. Les voyageurs sont indemnes, mais le mécanicien de la locomotive tamponnée est tué et quatre autres cheminots sont blessés, dont un mortellement[23].
- 25 novembre 1912 - Sur la ligne Nîmes-Clermont-Ferrand, dans la nuit, entre la Gare de La Levade et celle de La Grand-Combe, un train de marchandises déraille. Le chauffeur est tué, le mécanicien et le chef de train sont blessés[24].

## Décembre
- 6 décembre 1912 - Vers 2 heures, une vingtaine de wagons d'un train de marchandises manœuvrant en gare de Survilliers partent en dérive sur six kilomètres jusqu'à la gare d'Orry-la-Ville, où ils percutent un train de messageries. Le garde-frein de la rame tamponeuse est tué, le mécanicien et le chauffeur du train tamponné sont blessés[25].